# Deutsche Schwimmmeisterschaften 2012
Die 124. Deutschen Meisterschaften im Schwimmen fanden vom 10. bis 14. Mai 2012 in der Schwimm- und Sprunghalle im Europasportpark Berlin statt und wurden vom Deutschen Schwimm-Verband organisiert. Der Wettkampf diente gleichzeitig als Qualifikationswettkampf für die Olympischen Sommerspiele 2012 in London.
| Disziplin           | Männer                                         | Männer                                         | Männer   | Frauen                                                    | Frauen                                                    | Frauen   |
| Disziplin           | Name                                           | Verein                                         | Zeit     | Name                                                      | Verein                                                    | Zeit     |
| 050 m Freistil      | Marco di Carli                                 | SG Frankfurt                                   | 00:22,44 | Britta Steffen                                            | SG Neukölln Berlin                                        | 00:24,92 |
| 100 m Freistil      | Christoph Fildebrandt                          | SG Bayer                                       | 00:48,84 | Britta Steffen                                            | SG Neukölln Berlin                                        | 00:53,68 |
| 200 m Freistil      | Paul Biedermann                                | SV Halle/Saale                                 | 01:46,70 | Silke Lippok                                              | SSG Pforzheim                                             | 01:57,93 |
| 400 m Freistil      | Paul Biedermann                                | SV Halle/Saale                                 | 03:47,98 | Sarah Köhler                                              | SG Frankfurt                                              | 04:14,56 |
| 800 m Freistil      | Manuel Schwarz                                 | SG Frankfurt                                   | 08:02,04 | Sarah Köhler                                              | SG Frankfurt                                              | 08:34,28 |
| 1500 m Freistil0    | Martin Grodzki                                 | SSC Berlin-Reinickendorf                       | 15:10,47 | Leonie Antonia Beck                                       | SV Würzburg 05                                            | 16:41,69 |
| 050 m Brust         | Johannes Neumann                               | SC Wiesbaden 1911                              | 00:28,09 | Caroline Ruhnau                                           | SG Essen                                                  | 00:31,66 |
| 100 m Brust         | Christian vom Lehn                             | SG Bayer                                       | 01:00,89 | Caroline Ruhnau                                           | SG Essen                                                  | 01:07,28 |
| 200 m Brust         | Marco Koch                                     | DSW 1912 Darmstadt                             | 02:09,48 | Sarah Poewe                                               | SG Bayer                                                  | 02:27,47 |
| 050 m Rücken        | Helge Meeuw                                    | SC Magdeburg                                   | 00:25,27 | Jenny Mensing                                             | SC Wiesbaden 1911                                         | 00:28,70 |
| 100 m Rücken        | Jan-Philip Glania                              | SG Frankfurt                                   | 00:53,50 | Jenny Mensing                                             | SC Wiesbaden 1911                                         | 00:59,85 |
| 200 m Rücken        | Jan-Philip Glania                              | SG Frankfurt                                   | 01:55,87 | Jenny Mensing                                             | SC Wiesbaden 1911                                         | 02:08,30 |
| 050 m Schmetterling | Hannes Heyl                                    | SSG Leipzig                                    | 00:23,94 | Alexandra Wenk                                            | SG Stadtwerke München                                     | 00:26,87 |
| 100 m Schmetterling | Steffen Deibler                                | Hamburger SC                                   | 00:52,00 | Alexandra Wenk                                            | SG Stadtwerke München                                     | 00:58,59 |
| 200 m Schmetterling | Toni Embacher                                  | SV Halle/Saale                                 | 01:58,53 | Franziska Hentke                                          | SC Magdeburg                                              | 02:09,32 |
| 200 m Lagen         | Markus Deibler                                 | Hamburger SC                                   | 01:57,82 | Theresa Michalak                                          | SV Halle/Saale                                            | 02:12,49 |
| 400 m Lagen         | Yannick Lebherz                                | Potsdamer SV                                   | 04:14,90 | Katharina Schiller                                        | VfL Waiblingen                                            | 04:44,52 |
| 4 × 100 m Freistil  | SG Essen Hajder, Hillmer, Konopka, Rueter      | SG Essen Hajder, Hillmer, Konopka, Rueter      | 03:22,66 | SG Neukölln Berlin Steffen, Brandt, Tschirch, Tekin       | SG Neukölln Berlin Steffen, Brandt, Tschirch, Tekin       | 03:44,52 |
| 4 × 200 m Freistil  | SC Wiesbaden 1911 Forster, Ferrero, Ax, Becker | SC Wiesbaden 1911 Forster, Ferrero, Ax, Becker | 07:32,49 | Startgemeinschaft Dortmund Lange, Leidgebel, Gruhn, Weber | Startgemeinschaft Dortmund Lange, Leidgebel, Gruhn, Weber | 08:17,71 |
| 4 × 100 m Lagen     | SG Essen Aydin, Steinhagen, Kusch, Konopka     | SG Essen Aydin, Steinhagen, Kusch, Konopka     | 03:43,20 | SG Essen Schmiedel, Ruhnau, Sutter, Vitting               | SG Essen Schmiedel, Ruhnau, Sutter, Vitting               | 04:07,62 |

1. ↑  Deutscher Altersklassenrekord für 15-Jährige
2. 1 2 3  neuer DSV-Rekord
3. 1 2  Deutscher Altersklassenrekord für 17-Jährige